# کارلوس آلوارادو-لاروکائو
کارلوس آلوارادو-لاروکائو (به فرانسوی: Carlos Alvarado-Larroucau) نویسنده، شاعر، مقاله‌نویس، رمان‌نویس و استاد دانشگاه قرن بیستم میلادی اهل فرانسه است.